# Ragnar Jändel
Olof Ragnar Jändel, född 13 april 1895 i Jämjö socken i Blekinge, död 6 maj 1939 på Kungsholmen i Stockholm, var en svensk arbetarförfattare och lyriker.

## Biografi
Jändel var son till målaren August Jändel och dennes hustru Kristina Jonasdotter. Han genomgick Brunnsviks folkhögskola 1915–1917 tillsammans med bland andra Dan Andersson och Harry Blomberg, som blev Jändels goda vänner. På ett liknande sätt som många unga svenska författare under denna tid började han som skald i den proletära falangen, men övergav kampmotiven. Bland annat på grund av en religiös ton i lyriken fördrevs han ur tidningarna Brand och Stormklockan av mer dogmatiska vänstersocialister. En av hans dikter från denna tid var genom Fabian Månsson på förslag att tas med i 1937 års psalmbok. Författaren Jändel övergick med tiden till en skenbart idylliserande naturlyrik, och till skillnad från vad som är fallet med vännen Harry Blomberg präglas hans senare verk inte av religiös problematik utan av agnosticism. Jändels författarskap består främst av dikter, men även hans romaner och essäer är av stort intresse. En särställning intar hans betraktelse över växtvärlden, "Blommor" från 1937. Sedan 1982 har Björn Wikholm tonsatt ett antal av Jändels dikter, bland annat "Ungdom" och "Lärkan".
Ragnar Jändel var gift första gången från 1919 med Anna Lind och andra gången från 1936 med Alice Lie. I första äktenskapet föddes Bengt Jändel.
I Jändels hemby, Jämjö, finns i dag en mellan- och högstadieskola, Jändelskolan, uppkallad efter honom.

## Bibliografi

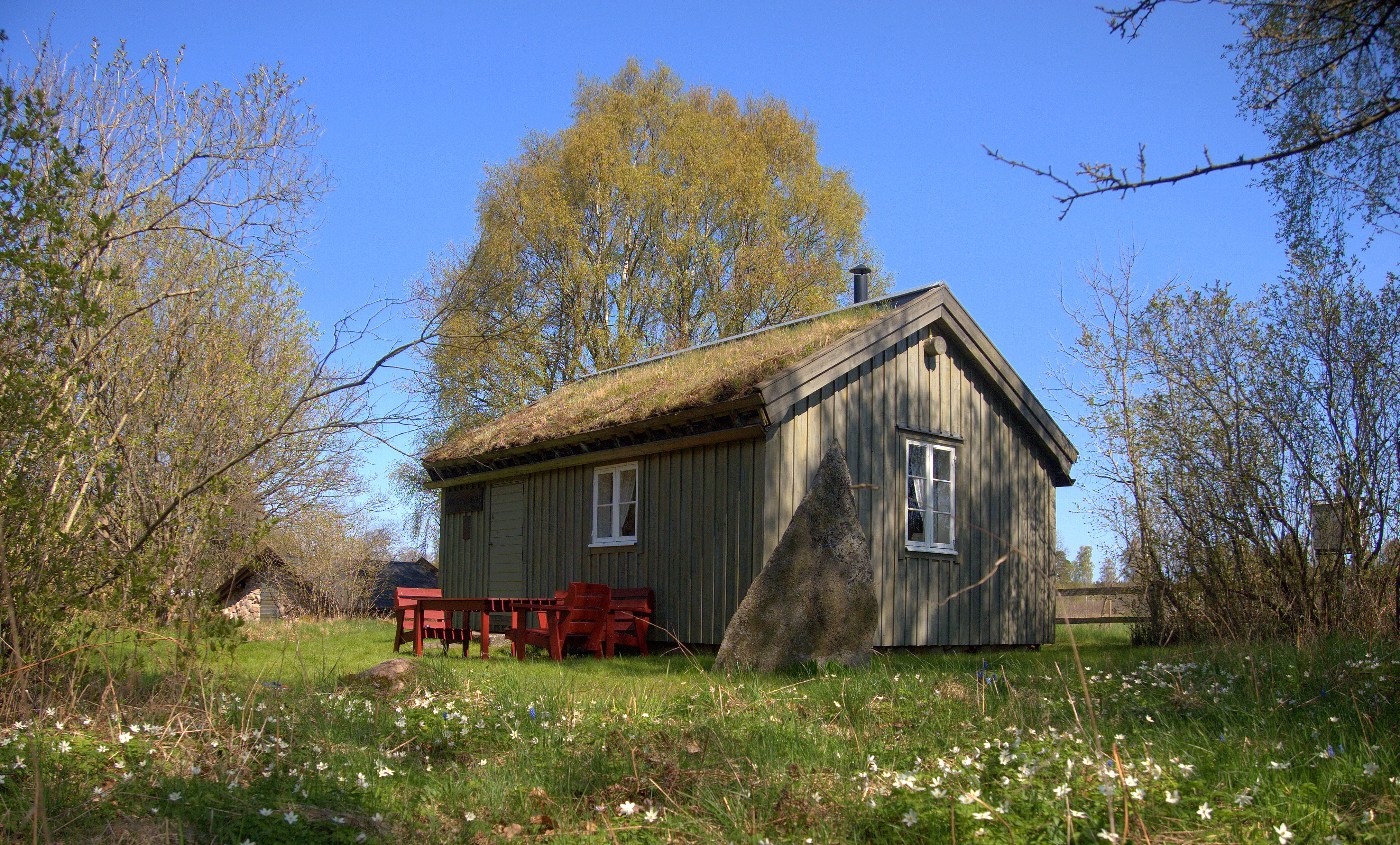
Ragnar Jändels barndomshem i Jämjö.

### Varia
- Mänsklighetens vägledare : några ord om snillena och vårt förhållande till dem. Borlänge. 1921. Libris 2500826
- Vägledare. Stockholm: Tiden. 1921. Libris v85fz4f9s2lf7cf0. http://hdl.handle.net/2077/69587
- Jag och vi : kommentarer och meditationer. Stockholm: Tiden. 1928. Libris gv6l3md3dm2v1sw8. http://hdl.handle.net/2077/69958
- Blommor / teckningarna av Josef Öberg. Stockholm. 1937. Libris 2500823

### Samlade upplagor och urval
- Valda dikter. Stockholm: Tiden. 1934. Libris 1356821
- Samlade skrifter. Stockholm: Tiden. 1940. Libris 8080538. https://runeberg.org/jrsamlade/
  -  1, Till kärleken och hatet ; De tappra ; Under vårstjärnor ; Sånger och hymner ; Havets klockor. Libris 8080539
  -  2, Vägledare ; Det stilla året ; Den trånga porten. Libris 8080540
  -  3, Heden och havet ; Släkt och bygd ; Franciskus med pilbåge ; Jag och vi ; Advent. Libris 8080541
  -  4, Kämpande tro ; Vårt rike ; Malört ; Ur Valda dikter ; Stenarna blomma. Libris 8080542
  -  5, Barndomstid ; Blommor. Libris 8080543